# Warsaw (Indiana)
Warsaw é uma cidade localizada no estado americano de Indiana, no Condado de Kosciusko.

## Demografia
Segundo o censo americano de 2000, a sua população era de 12.415 habitantes.
Em 2006, foi estimada uma população de 13.082, um aumento de 667 (5.4%).

## Geografia
De acordo com o United States Census Bureau tem uma área de
29,9 km², dos quais 27,1 km² cobertos por terra e 2,8 km² cobertos por água.

## Localidades na vizinhança
O diagrama seguinte representa as localidades num raio de 16 km ao redor de Warsaw.